# Trappola per topi

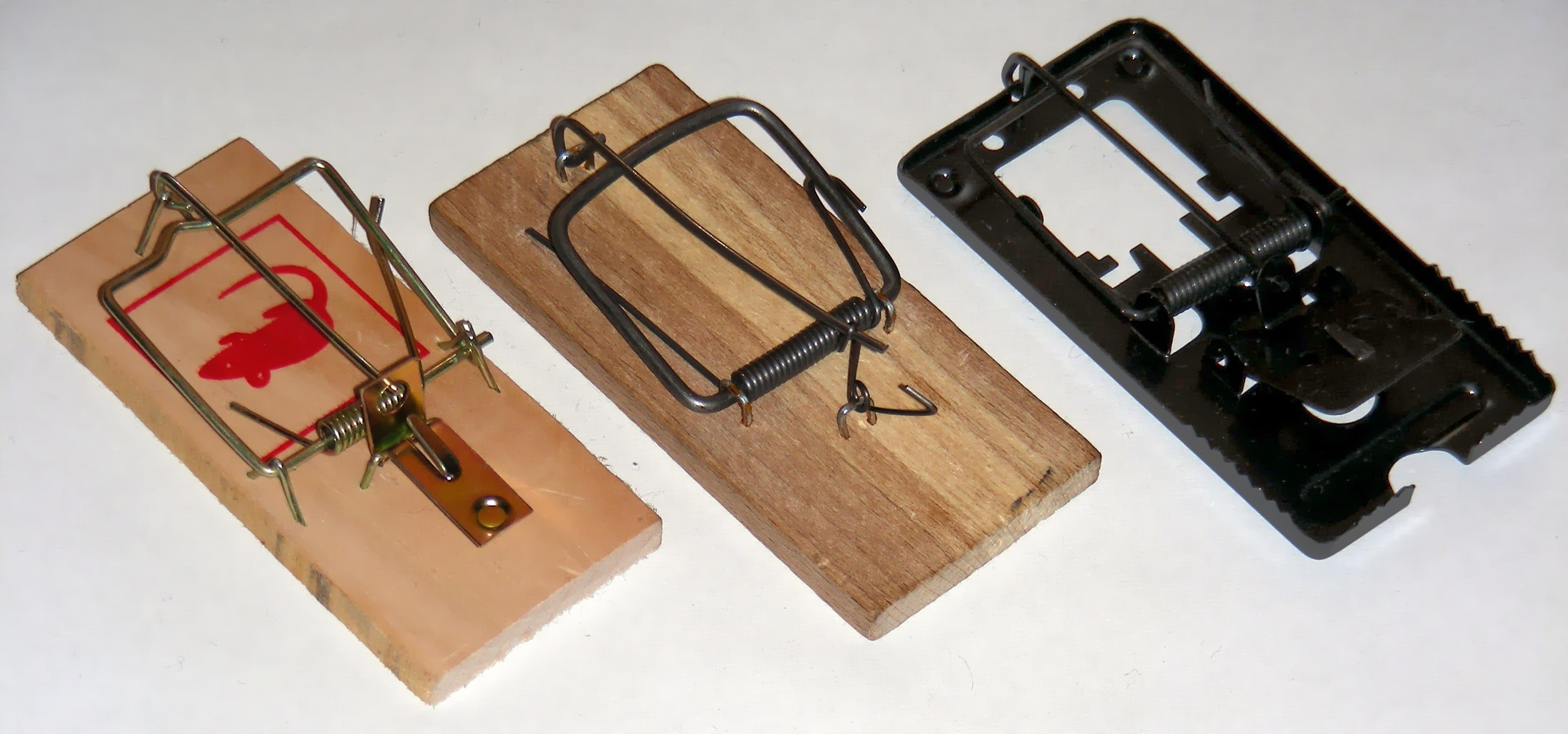
Tipi di trappola tradizionali

La trappola per topi è un dispositivo usato per la cattura o l'uccisione di piccoli roditori, in particolare topi e ratti.
Il modello tradizionale fu inventato da Hiram Maxim e consiste di una semplice tavoletta dotata di una molla molto forte congiunta ad una sbarra e ad un punto che aziona il meccanismo. Secondo lo stereotipo, il formaggio è l'esca usualmente utilizzata, anche se in realtà non funziona sempre in quanto ad alcuni topi non risulta gradito, mentre sembrano più appetibili cioccolato, pane, carne e burro di arachidi. Quando la trappola scatta, il meccanismo dovrebbe provocare la rottura del collo o lo schiacciamento della cassa toracica.
Al giorno d'oggi esistono anche le trappole che, dopo la cattura non cruenta, permettono di liberare l'animale vivo e senza danni in un altro ambiente.

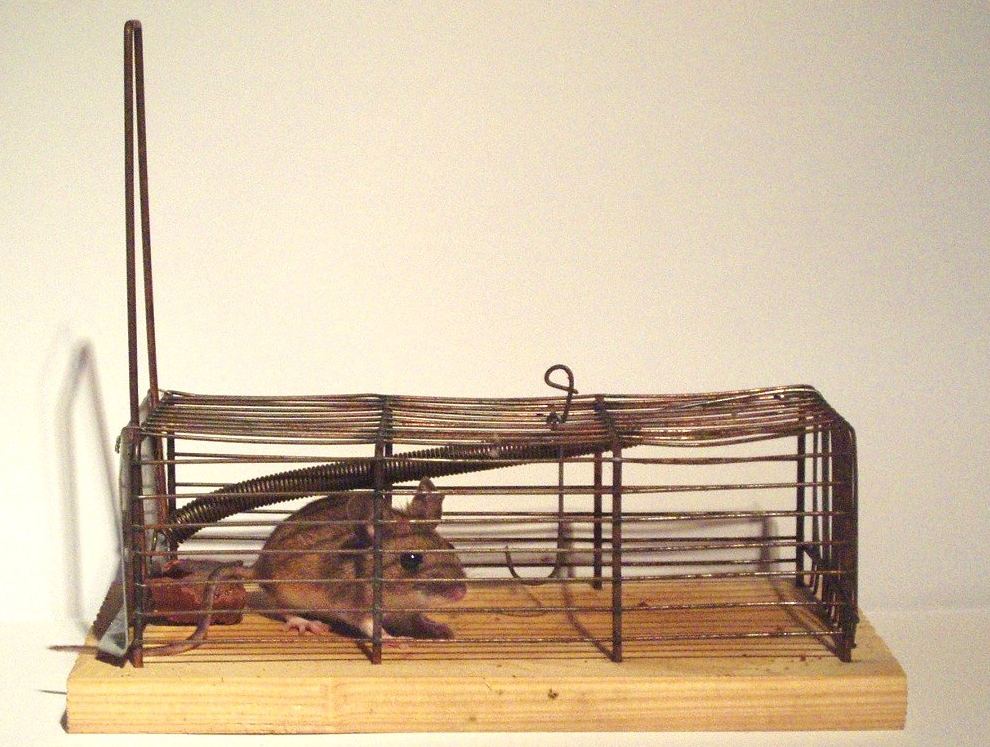
Trappola per topi (esca: cioccolato)

In questo caso bisogna ricordare che andrebbe liberato nel minor tempo possibile in quanto il forte stress potrebbe provocarne la morte.
Inoltre andrebbe liberato lontano dal luogo della cattura a causa del forte istinto a tornare nel proprio territorio.
Le trappole sono divenute un comune sostituto delle pallottole di cereali imbevute di stricnina, abbandonate a causa dell'estrema tossicità della sostanza e del pericolo che rappresentano per gli esseri umani, soprattutto per i bambini e i neonati ma anche per gli animali domestici.
Ralph Waldo Emerson fece un commento, spesso citato, in favore dell'innovazione: "Costruisci una trappola per topi migliore, ed il mondo ti verrà a cercare (letteralmente: batterà un sentiero per la tua porta)" («Build a better mousetrap, and the world will beat a path to your door»). Questa osservazione ha ispirato molti altri derivati cinici, come "Se costruirai una trappola per topi migliore, qualcuno costruirà un topo migliore" ("If you build a better mousetrap, someone will build a better mouse"), il che significa che non importa quanto uno è bravo a fermare eventi come rapine, scassi, ecc. (o cacciare coloro che ci si dedicano), qualcuno troverà il modo per aggirare quello che hai pensato. Ironicamente, dovrebbe essere notato che Maxim fu un energico divulgatore delle sue invenzione e non avrebbe certamente aspettato che le persone "battessero un sentiero alla sua porta".
Le trappole per topi sono molto comuni nella slapstick comedy, e in questo caso vengono usate quando delle persone ci si siedono sopra o ci infilano un dito.
In cartoni come Tom & Jerry vengono spesso usate trappole per topi astruse, divertenti e fantastiche.

## Storia
C'è un riferimento a una trappola per topi nel poemetto greco Batracomiomachia (VI secolo a.C.).
Un altro riferimento storico si trova in Emblemata di Andrea Alciato del 1534.
Una trappola per topi (spagnolo: ratonera) figura in primo piano nel secondo capitolo del romanzo spagnolo del 1554 Lazarillo de Tormes, in cui l'eroe Lazarillo ruba il formaggio da una trappola per topi per alleviare la sua fame.
Il riferimento a una trappola per topi viene fatto nel 1602 nell'Amleto di Shakespeare (atto 3).
C'è un riferimento nel 1800 di Alexandre Dumas padre nel suo romanzo I tre moschettieri. Il capitolo dieci è intitolato "Una trappola per topi del diciassettesimo secolo".

## Tipi

### Trappola per topi a ganascia

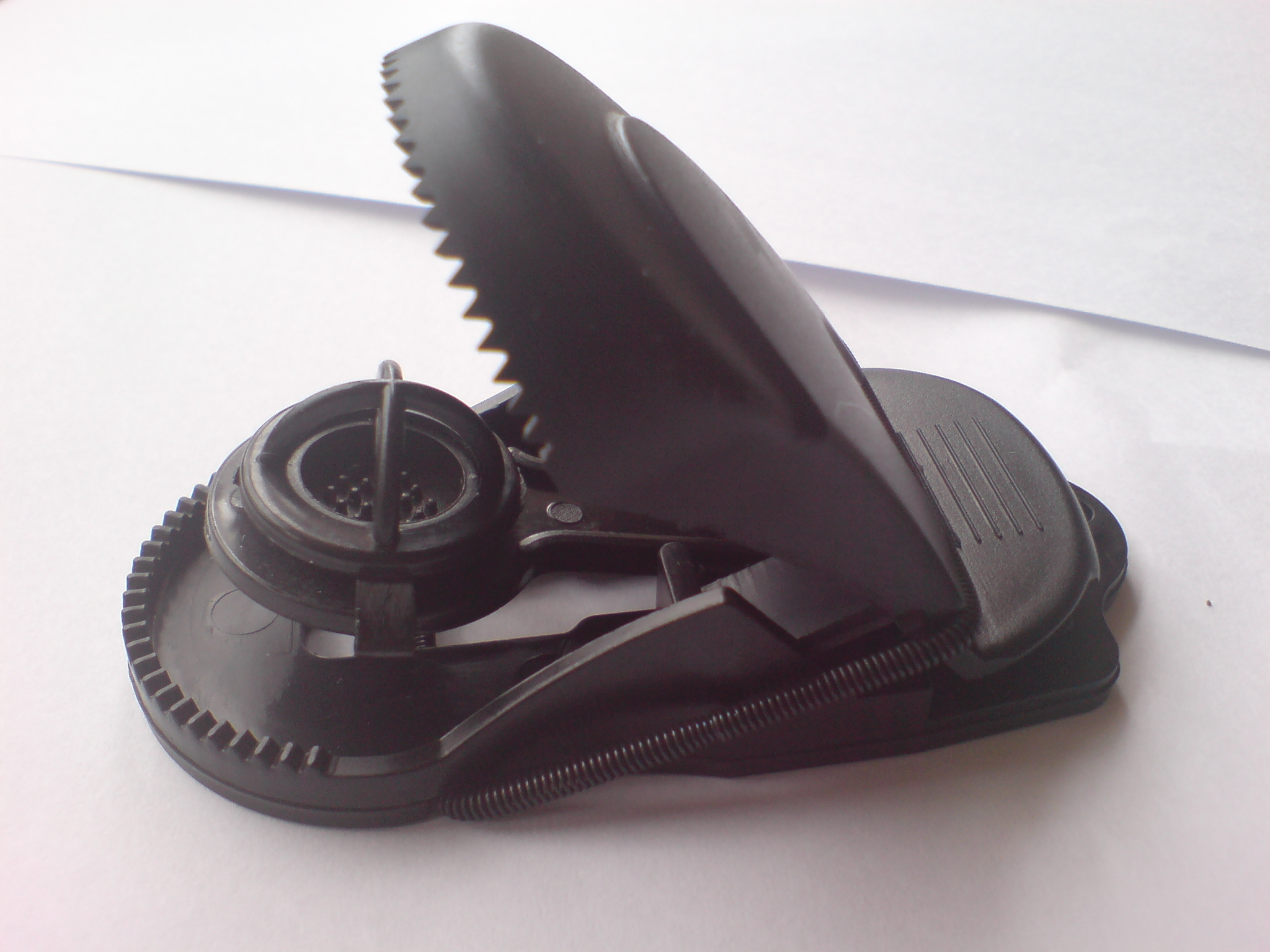
Una trappola per topi a forma di bocca.

La trappola accreditata come la prima trappola per topi letale brevettata era un set di ganasce in ghisa caricate a molla soprannominate "Royal No. 1". Fu brevettato il 4 novembre 1879 da James M. Keep di New York, brevetto USA 221.320. Dalla descrizione del brevetto, è chiaro che questa non è la prima trappola per topi di questo tipo, ma il brevetto riguarda questo design semplificato e di facile fabbricazione. È lo sviluppo dell'era industriale della trappola mortale, ma che fa affidamento sulla forza di una molla avvolta piuttosto che sulla gravità.
Le ganasce sono azionate da una molla a spirale e il meccanismo di attivazione si trova tra di esse, dove viene trattenuta l'esca. Il meccanismo chiude di scatto le mascelle, uccidendo il roditore.
Le trappole leggere di questo stile sono in epoca moderna costruite in plastica. Queste trappole non hanno uno scatto potente come altri tipi. Sono più sicure per le dita della persona che le posiziona rispetto ad altre trappole letali e possono essere impostate premendo su una linguetta con un solo dito o anche con il piede.

### Trappola per topi a barra caricata a molla

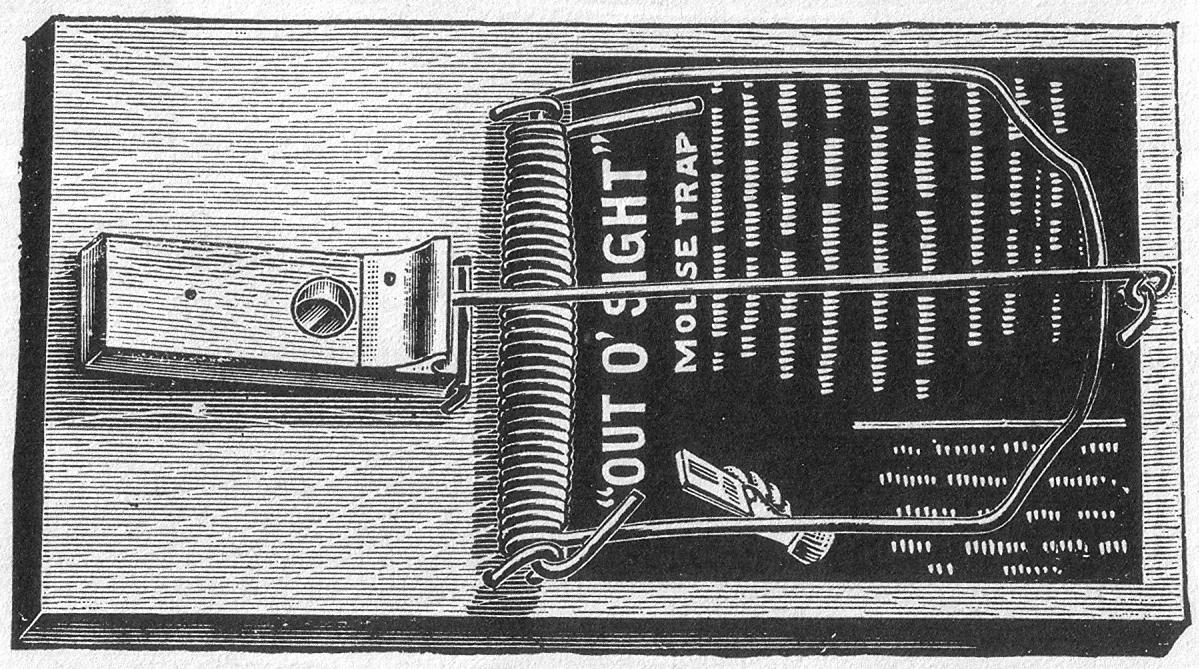
Annuncio del XIX secolo per una trappola per topi a barra caricata a molla del design di William Hooker.

La trappola per topi caricata a molla fu brevettata per la prima volta da William C. Hooker di Abingdon, Illinois, che ricevette il brevetto statunitense 528671 per il suo progetto nel 1894. Un inventore britannico, James Henry Atkinson, brevettò una trappola simile chiamata "Little Nipper" nel 1898, comprese le variazioni che avevano un pedale attivato dal peso.
Nel 1899, Atkinson brevettò una modifica del suo progetto precedente che lo trasformò da una trappola che si attiva con un gradino sul pedale in una che si attiva con una trazione dell'esca. La somiglianza di quest'ultimo progetto con quello di Hooker del 1894 potrebbe aver contribuito all'errore comune di dare priorità ad Atkinson.
È un dispositivo semplice con una barra fortemente caricata a molla e un meccanismo per rilasciarlo. Il formaggio può essere messo nel meccanismo come esca, ma vengono utilizzati anche altri alimenti come avena, cioccolato, pane, carne, burro e burro di arachidi. La barra caricata a molla oscilla rapidamente e con grande forza quando qualcosa, di solito un topo, tocca il meccanismo. Il design è tale che il collo o il midollo spinale del topo vengano rotti, o le sue costole o il cranio schiacciati, dalla forza della barra. La trappola può essere tenuta sopra un bidone e il topo morto può essere rilasciato tirando la barra. Nel caso dei ratti, che sono molto più grandi dei topi, è necessaria una versione molto più grande dello stesso tipo di trappola per poterli catturare. Alcune trappole per topi primaverili hanno un meccanismo prolungato in plastica. Il meccanismo più grande presenta due notevoli differenze rispetto al tipo tradizionale più piccolo: maggiore leva, che richiede meno forza da parte del roditore per farlo scattare; e la maggiore superficie del meccanismo aumenta la probabilità che il roditore faccia scattare la trappola.
Nel 1899, John Mast di Lititz, Pennsylvania, ha depositato un brevetto statunitense per una modifica del design di Hooker in cui la trappola può essere "facilmente impostata o adattata con assoluta sicurezza alla persona che vi assiste, evitando la responsabilità di avere le dita intrappolate o ferite dal meccanismo quando viene prematuramente o accidentalmente liberato o rilasciato." Ottenne il brevetto il 17 novembre 1903. Dopo che William Hooker ebbe venduto la sua partecipazione nella Animal Trap Company di Abingdon, e fondò la nuova Abingdon Trap Company nel 1899, la Animal Trap Company si trasferì a Lititz e fusa con la JM Mast Manufacturing Company nel 1905. La nuova e più grande azienda di Lititz mantenne il nome Animal Trap Company. La combinazione di questi brevetti e società diversi ma correlati potrebbe aver contribuito alla diffusa attribuzione errata della priorità a Mast piuttosto che a Hooker.

### Trappola per topi elettrica

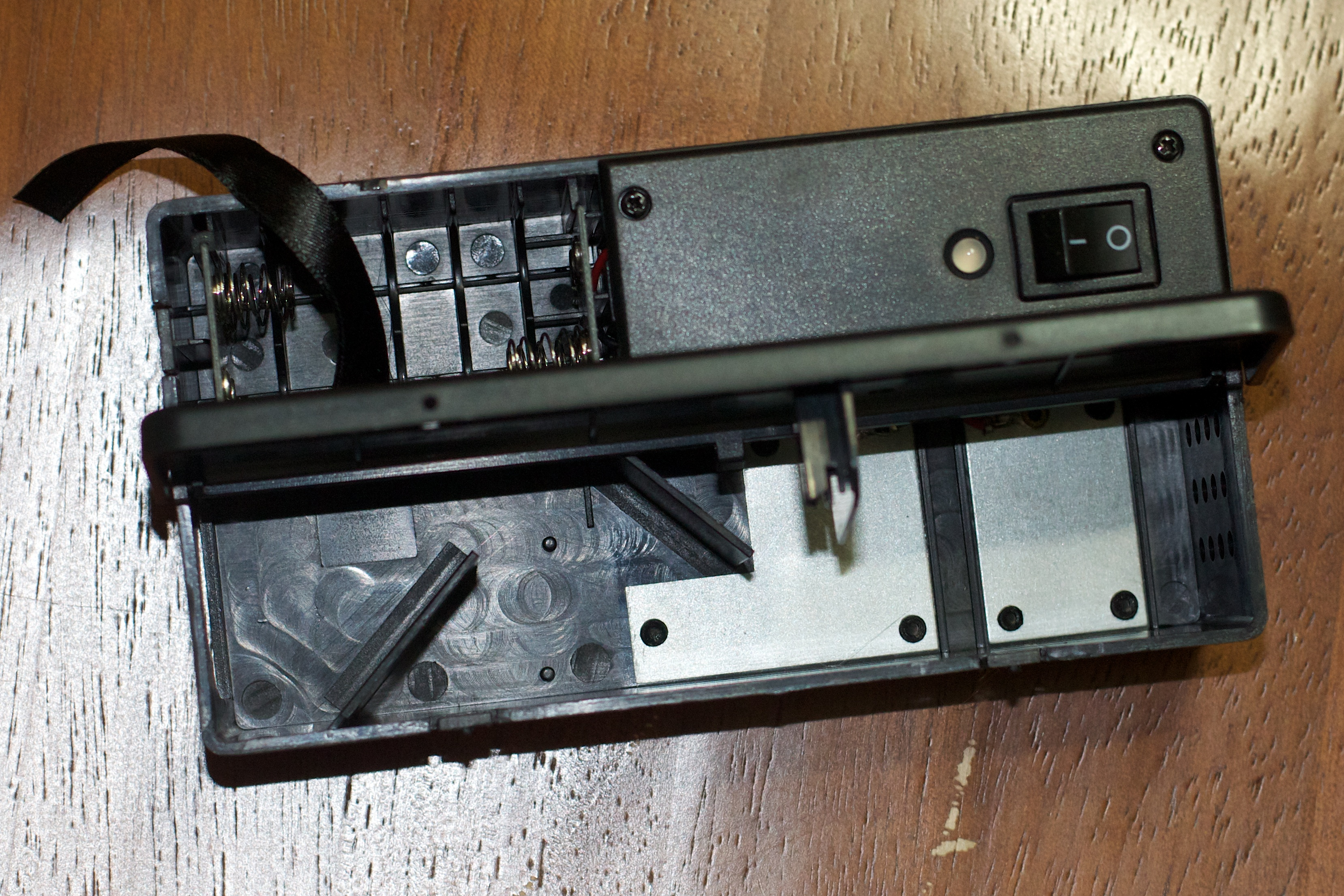
Una trappola per topi elettronica di marca Victor.

Una trappola per topi elettrica fornisce una dose letale di elettricità quando il roditore completa il circuito contattando due elettrodi situati all'ingresso o tra l'ingresso e l'esca. Gli elettrodi sono alloggiati in una scatola isolata o di plastica per evitare lesioni accidentali a persone e animali domestici. Possono essere progettati per uso domestico a cattura singola o per uso commerciale a cattura multipla di grandi dimensioni.

### Trappola per topilive-capture

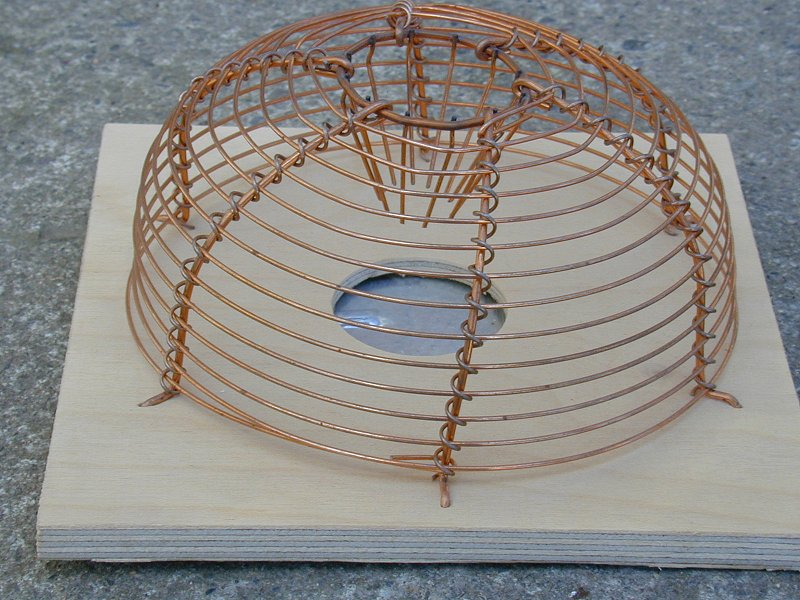
Una trappola per topi "live capture". I topi illesi possono essere rilasciati.

Una delle prime trappole per topi testate è un dispositivo di cattura dal vivo brevettato nel 1870 da WK Bachman della Carolina del Sud. Queste trappole hanno il vantaggio di consentire il rilascio del topo in natura o lo svantaggio di dover uccidere personalmente l'animale catturato se non si desidera il rilascio. Per garantire una cattura dal vivo, queste trappole devono essere controllate regolarmente poiché i topi catturati possono morire di stress o fame. I topi catturati devono essere rilasciati a una certa distanza, poiché essi hanno un forte istinto di ricerca. I topi domestici tendono a non sopravvivere a lungo lontano dagli insediamenti umani a causa dei livelli più elevati di predazione.
Esistono molti metodi per vivere intrappolando i topi. Uno dei design più semplici è costituito da un bicchiere capovolto sopra un pezzo di esca, con il suo bordo rialzato da una moneta appoggiata sul bordo. Se il topo tenta di abboccare, la moneta viene spostata e il bicchiere intrappola il topo. Un altro metodo per intrappolare dal vivo consiste nel realizzare un piccolo tunnel di forma semiovale con un rotolo di carta igienica, mettere un'esca su un'estremità del rotolo, posizionare il rotolo su un bancone o un tavolo con l'estremità dell'esca che sporge oltre il bordo, e mettere un cestino profondo sotto il bordo. Quando il topo entra nel rotolo di carta igienica per abboccare, il rotolo (e il topo) si ribalterà oltre il bordo e cadrà nel cestino sottostante; il cestino deve essere abbastanza profondo da garantire che il topo non possa saltare fuori.
Uno stile di trappola che è stato ampiamente utilizzato dai ricercatori nelle scienze biologiche per catturare animali come i topi è la trappola Sherman. Essa si ripiega in piano per lo stoccaggio e la distribuzione e quando viene dispiegata sul terreno cattura l'animale, senza lesioni, per poterlo esaminare.

### Trappole per topi a colla

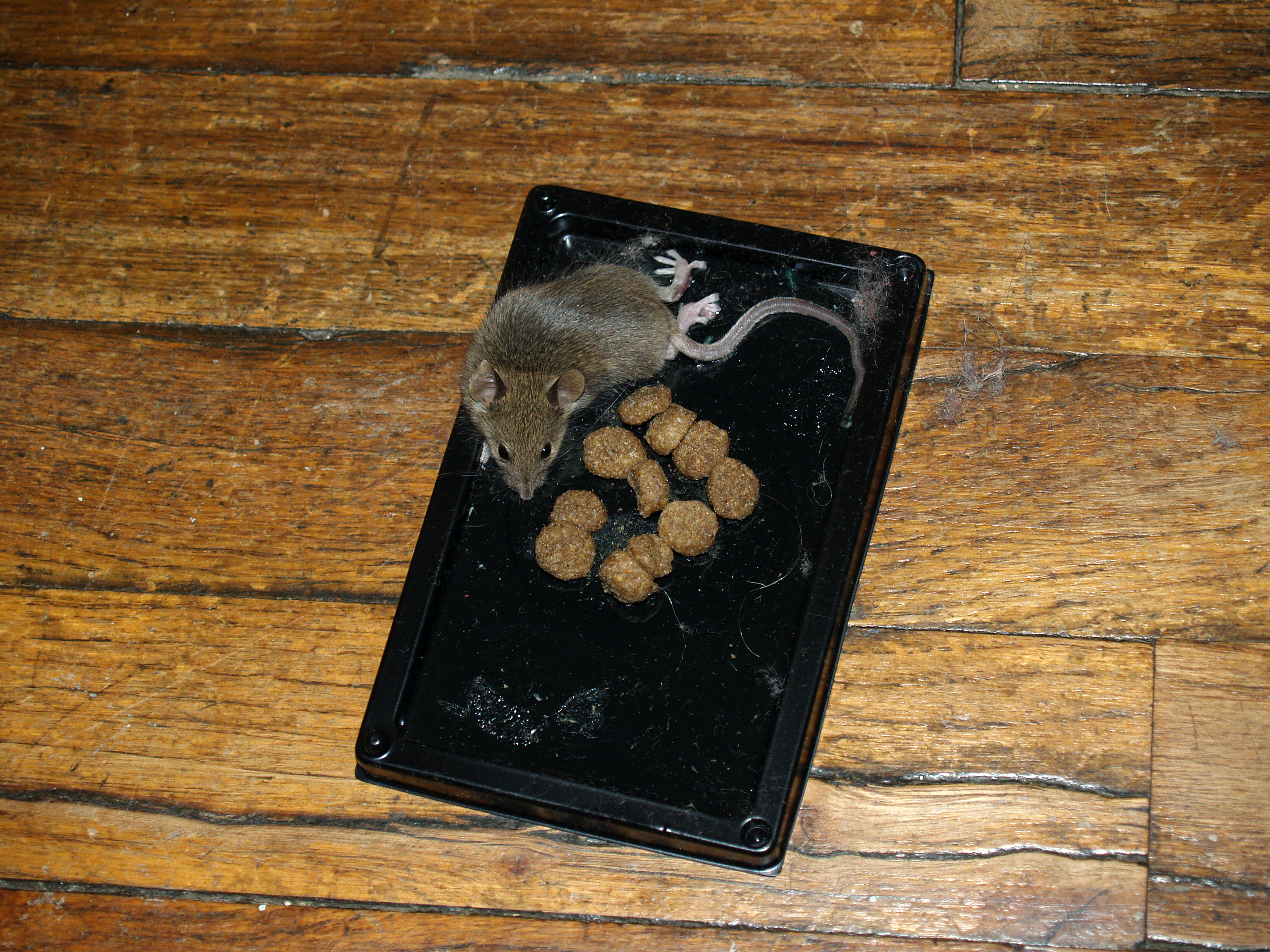
Un topo bloccato in una trappola di colla.

Le trappole a colla sono realizzate utilizzando adesivo naturale o sintetico applicato su cartone, vaschette di plastica o materiale simile. L'esca può essere posizionata al centro o un profumo può essere aggiunto all'adesivo dal produttore. Le trappole a colla vengono utilizzate principalmente per il controllo dei roditori in ambienti chiusi. Le trappole adesive non sono efficaci all'aperto a causa delle condizioni ambientali (ad esempio umidità, polvere), che rendono rapidamente inefficace l'adesivo. I dispositivi a striscia di colla intrappolano il topo nella colla appiccicosa.
Le trappole a colla spesso non uccidono l'animale, quindi alcune persone scelgono di uccidere l'animale prima di smaltire la trappola. I produttori di trappole a colla di solito affermano che gli animali intrappolati dovrebbero essere gettati via con la trappola.
Poiché le trappole con colla non sempre uccidono l'animale e spesso ne causano una morte lenta, questo metodo di cattura viene denunciato dai gruppi per i diritti degli animali e vietato in diverse giurisdizioni. Le trappole a colla possono essere vantaggiose se la popolazione locale di animali ha acari di ratto (Ornithonyssus bacoti) poiché l'acaro rimarrà sul corpo dell'animale mentre è ancora vivo e la colla intrappolerebbe anche gli acari che lasciano l'animale dopo la sua morte.
Gli animali che entrano in contatto con la trappola possono essere liberati dalla colla applicando olio vegetale e liberando delicatamente l'animale. Le trappole adesive sono efficaci e non tossiche per l'uomo.

#### Polemica
La morte è molto più lenta rispetto alla trappola di tipo tradizionale, il che ha spinto gli attivisti degli animali e le organizzazioni per il benessere come PETA e RSPCA a opporsi all'uso delle trappole a colla. I topi intrappolati alla fine muoiono per esposizione, disidratazione, fame, soffocamento o predazione, o vengono uccisi dalle persone quando la trappola viene controllata. In alcune giurisdizioni l'uso di trappole adesive è regolamentato. Victoria, Australia, limita l'uso delle trappole a colla agli operatori commerciali di controllo dei parassiti e le trappole devono essere utilizzate in conformità con le condizioni stabilite dal Ministero dell'Agricoltura. Alcune giurisdizioni ne hanno vietato completamente l'uso; in Irlanda è illegale importare, possedere, vendere o offrire in vendita trappole non autorizzate, comprese le trappole a colla. Questa legge, il Wildlife (Amendment) Act, è stata approvata nel 2000. L'uso di trappole con colla per catturare roditori senza l'approvazione ministeriale è stato proibito in Nuova Zelanda dal 2015. Uncle Bob's Self Storage, la quinta più grande società di self storage negli Stati Uniti, ha cessato l'uso di questi dispositivi in tutte le sue strutture; altre società che hanno adottato misure simili sono ING Barings e Charles Schwab Corporation.

### Trappole per topi a secchio

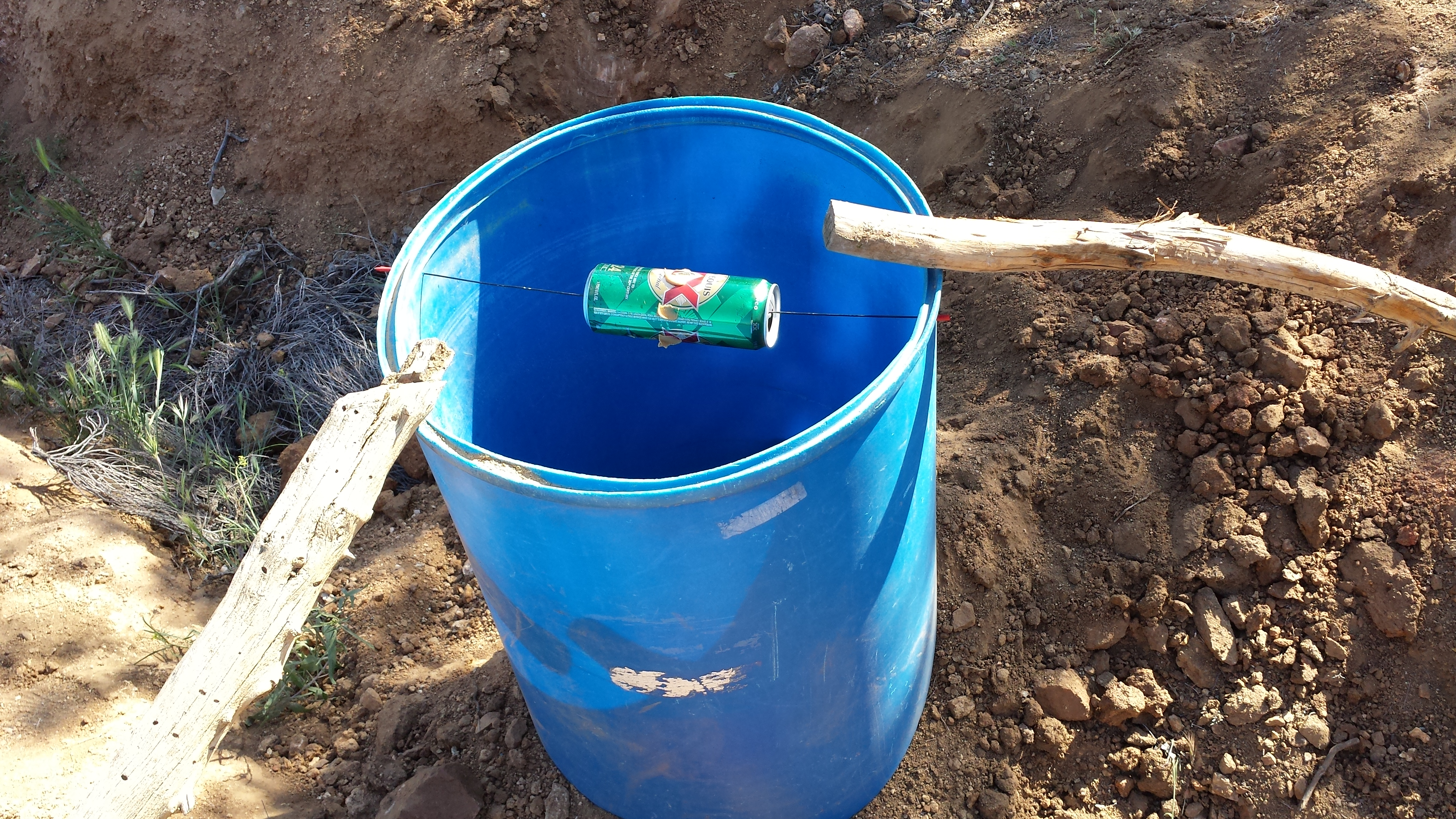
Una trappola a secchio

Le trappole a secchio possono essere letali o non letali. Entrambi i tipi hanno una rampa che conduce al bordo di un contenitore con pareti profonde, come un secchio. Le variazioni sono molte, alcune sono a cattura singola e altre a cattura multipla.
Il secchio può contenere un liquido per annegare il topo intrappolato. Il topo viene innescato in cima al contenitore dove cade nel secchio e annega. A volte il sapone o sostanze chimiche caustiche o velenose vengono utilizzate nel secchio come agenti letali.
Nelle versioni non letali, il secchio è solitamente vuoto, consentendo al topo di vivere ma tenendolo intrappolato fino a quando il proprietario della trappola non può liberarlo.
Un altro design presenta una ciotola (o un contenitore simile) contenente uno strato di olio vegetale profondo 1–2 centimetri (0,39–0,79 pollici), con una rampa che porta al bordo della ciotola. I topi, attratti dal profumo dell'olio, vi si arrampicano e si ricoprono dell'olio scivoloso, rendendo loro impossibile strisciare o saltare fuori.
In entrambi i casi, il topo illeso può essere rilasciato all'aperto. Tuttavia, se più topi vengono catturati contemporaneamente, e soprattutto se la trappola viene successivamente lasciata incontrollata per diversi giorni prima del rilascio, i topi possono uccidersi e mangiarsi a vicenda per evitare la fame. Per evitare questo risultato, le trappole multi-cattura non letali dovrebbero essere controllate e svuotate regolarmente.

### Trappole per topi usa e getta
Esistono diversi tipi di trappole per topi monouso, generalmente realizzate con materiali economici progettati per essere smaltiti dopo aver catturato un topo. Queste trappole per topi hanno meccanismi di cattura simili a quelli di altre trappole, tuttavia, generalmente nascondono il topo morto in modo che possa essere eliminato senza essere avvistato. Le trappole adesive sono generalmente considerate usa e getta: la trappola viene scartata con il topo ancora attaccato ad essa.

## Dispositivi simili

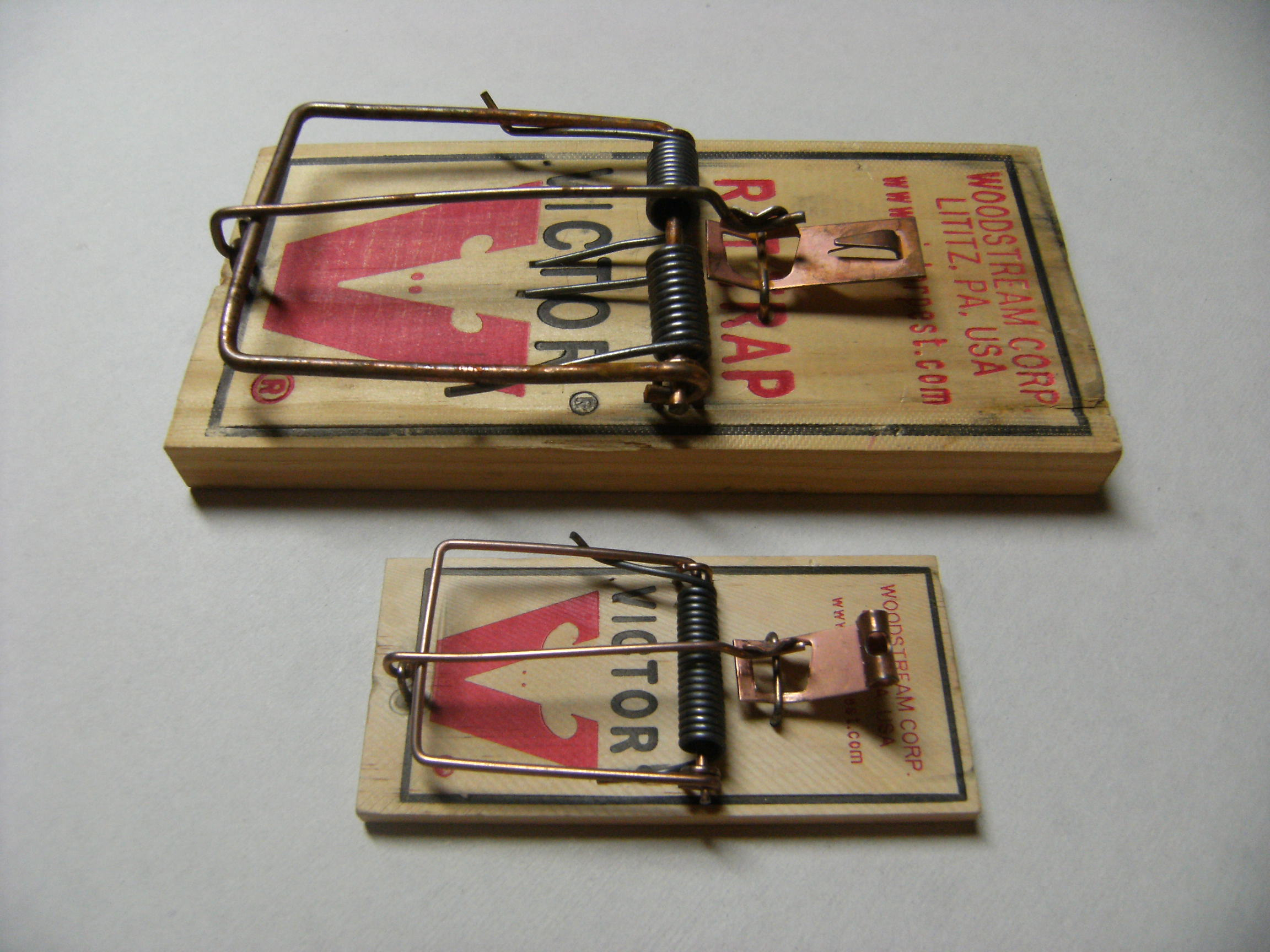
Confronto delle dimensioni tra una trappola per ratti (sopra) e una trappola per topi (sotto).

Analoghe gamme di trappole sono dimensionate per intrappolare altre specie animali; ad esempio, le trappole per ratti sono più grandi delle trappole per topi e le trappole per scoiattoli sono ancora più grandi. Una trappola per scoiattoli è un dispositivo a forma di scatola di metallo progettato per catturare scoiattoli e altri animali di dimensioni simili. Il dispositivo funziona attirando gli animali con un'esca posta all'interno. Al tocco, costringe entrambi i lati a chiudersi, intrappolando, ma non uccidendo, l'animale, che può quindi essere rilasciato o ucciso a discrezione del cacciatore.